# Guy de Warwick
Pour les articles homonymes, voir Warwick.

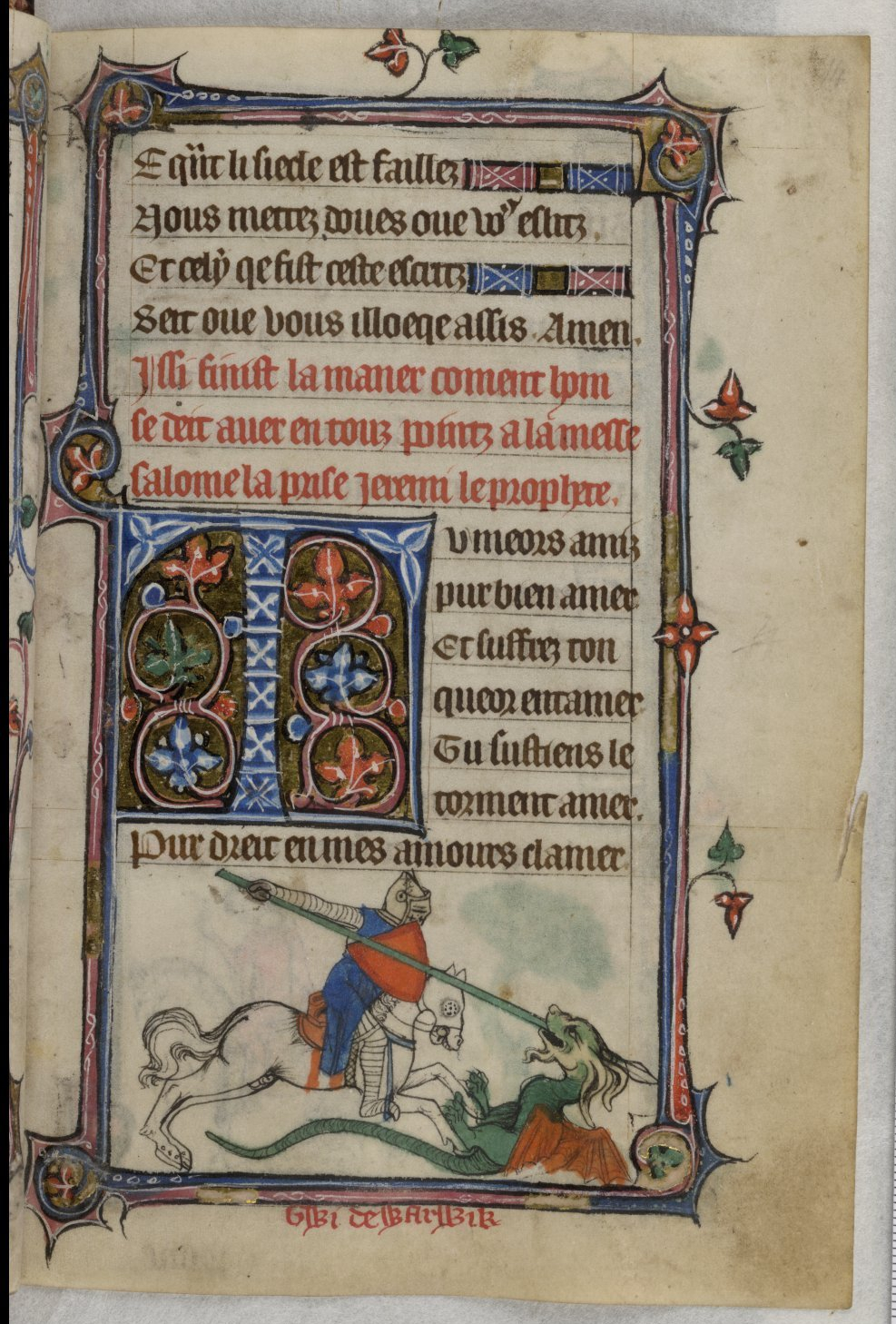
Guy de Warwick combattant un dragon, scène de bas de page des Heures Taymouth, f.14r.

Guy de Warwick ou Gui de Warewic est un chevalier anglo-normand, héros d'un roman de chevalerie du XIIIe siècle. 
Le cœur du roman est l'amour de Guy pour lady Felice, de plus haute naissance. Pour l'épouser il doit donc faire montre de courage dans des aventures chevaleresques. Chevalier errant, il affronte dragons et géants, et autres animaux fantastiques, ainsi un sanglier semblable à ceux des mythologies grecque ou galloise. Il revient de ses épreuves pour épouser Felice mais bientôt, pris de remords au souvenir de son passé violent, il souhaite partir en pèlerinage pour la Terre sainte. Il en revient et se fait ermite sur les bords de la rivière Avon, dans une caverne à Guys Cliffe.
Initialement écrite au début du XIIIe siècle en vers français, l'œuvre a connu un fort succès en France et en Angleterre, ce qui a donné lieu à de nombreuses réécritures en prose, ainsi qu'à un certain nombre de traductions, notamment en moyen-anglais, mais aussi en haut-allemand et en gaélique. 
Le manuscrit le plus ancien à avoir été étudié est écrit en vers français anglo-normands, mais les nombreuses fautes de métrique et d'orthographe font dire à Émile Littré dans un chapitre de l'Histoire littéraire de la France que l'original a pu être écrit en français continental et mal retranscrit par un copiste anglo-normand.

### Dans la culture populaire
- Guy of Warwick est un film muet en noir et blanc britannique de Fred Paul (en), sorti en 1926.
- Dans Henry VIII (Acte V scène 4), Shakespeare mentionne Guy de Warwick : Porter's Man: "I am not Samson, nor Sir Guy, nor Colbrand, To mow 'em down before me."[3]